# Gera
Gera je žensko osebno ime.

## Izvor imena
Ime Gera je skrjšana oblika  imena Gertruda. To ime je na Slovenskem prevzeto od Nemcev, ki imajo poleg Gertrude še različici Gertraud in Gertraut. Nemško ime je dvočlensko in ga razlagajo kot zloženko iz starovisokonemških besed gêr v pomenu »kopje« ter trût v pomenu »ljub, zvest« 

## Različice imena
Gera, Gerda, Gertrud, Gertruda, Gertrud, Gertrud, Gertruda, Jera, Jerica

## Pogostost imena
Po podatkih Statističnega urada Republike Slovenije je bilo na dan 31. decembra 2007 v Sloveniji število ženskih oseb z imenom Gera: 35.

## Osebni praznik
V koledarju je ime Gera zapisano skupaj z imenom Jedrt oziroma Gertruda; god praznuje 17. marca (Jedrt Nivelska, devica in opatinja, † 17. mar. 659) ali pa 16. novembra (Jedrt iz Helfte, redovnica, † 16. nov.  1302).

## Priimki nastali iz imena
Iz imena Gera so na Slovenskem nastali naslednji priimki: Herič, Gerič, Geršak